# Шестаков, Сергей Сергеевич (футболист)
Серге́й Серге́евич Шестако́в (укр. Сергій Сергійович Шестаков; род. 12 апреля 1990, Ладыжин, Винницкая область) — украинский футболист, полузащитник.

## Биография
Сергей Шестаков родился в Ладыжине Винницкой области. С детства играл в футбол во дворе, затем в 3-м классе пошёл в футбольную секцию при местной команде «Авангард». Первыми тренерами футболиста были Павел Кривохижа и Олег Павлик. Со временем играл за ладыжинский «Авангард» в чемпионате области. Вызывался в сборную Винницкой области, с которой завоевал бронзовые награды первенства Украины. После окончания школы поехал в Одессу, где поступил в местную академию холода.
Параллельно с обучением искал возможность играть в футбол. Пробовал свои силы в команде «Бастион» (Ильичёвск), но дебютировать в профессиональном футболе помешали проблемы с документами. После этого вместе с братом Михаилом получил приглашение от другой команды из Одесской области СКАД-Ялпуг (Болград). С этим клубом прошёл сборы, сыграл несколько матчей в любительской лиге, но из-за возникших финансовых проблем надолго в этой команде не задержался. Далее выступал в чемпионате Одесской области за команду «Совиньон» (Таирово), в первенстве Одессы за «Солнечную Долину» и даже некоторые районные команды.
По рекомендации тренеров «Совиньона» и «Солнечной Долины», наставник клуба первой лиги ФК «Одесса» Андрей Пархоменко пригласил Шестакова на просмотр. После двух дней тренировок футболист подписал с клубом полноценный контракт. С дебютом в профессиональном футболе игроку пришлось подождать из-за большого количества переходов из команды в команду на протяжении сезона. Несколько месяцев Шестаков тренировался с одесситами, а с началом нового сезона стал играть в основе команды первой лиги. Всего в одесской команде футболист провёл два сезона. В конце сезона 2012/13 годов ФК «Одесса» встречался в переходных матчах за право играть в Первой лиге с тернопольской «Нивой». После второй игры тренер тернопольцев Игорь Яворский пригласил Шестакова в свою команду, и на следующий день футболист подписал контракт с «Нивой».
В «Ниву» Шестаков переходил как один из многих молодых игроков, однако своей игрой быстро завоевал расположение тернопольских болельщиков и получил статус одного из самых перспективных полузащитников дивизиона. Новый календарный год футболист встретил с долгами по зарплате и полной неопределённостью в дальнейшей судьбе его команды. Чтобы не терять игровую форму Федерация футбола Украины дала разрешение Шестакову, вопреки действующему контракту с «Нивой», временно заявиться за новую команду — «УкрАгроКом» из Головковки. В этой команде полузащитник продолжил успешные выступления и по окончании сезона стал лучшим ассистентом первой лиги.
Сезон 2014/15 годов Шестаков провёл в ахтырском «Нефтянике», после чего был приглашён в донецкий «Олимпик». В составе этой команды 18 июля 2015 года в игре против одесского «Черноморца» дебютировал в украинской Премьер-лиге.
В декабре 2017 года по истечении срока контракта покинул «Олимпик» и присоединился к венгерскому клубу «Диошдьёр».

## Семья
Брат-близнец, Михаил, также профессиональный футболист

## Достижения
«ЛНЗ»
- Бронзовый призёр Первой лиги Украины: 2022/23